# A City Called Heaven
A City Called Heaven è un album di Donald Byrd, pubblicato dalla Landmark Records nel 1991. Il disco fu registrato il 17-19 gennaio 1991 al Fantasy Studios di Berkeley, California (Stati Uniti).

## Tracce
1. King Arthur – 8:21 (Donald Byrd)
2. I'll Always Remember – 9:35 (Donald Byrd)
3. A City Called Heaven – 10:26 (Brano tradizionale, arrangiamento di Donald Byrd)
4. Back Down in Lu Easy Anna – 6:46 (Donald Brown)
5. Byrd Song – 6:01 (James Williams)
6. Del Valle – 7:18 (Bobby Hutcherson)
7. Remember Me (da Didone ed Enea) – 5:24 (Henry Parcell, adattamento di Donald Byrd)
8. Not Necessarily the Blues – 7:07 (Donald Byrd)

## Musicisti
- Donald Byrd - tromba (brani: 1, 2, 3, 5 e 7)
- Donald Byrd - flicorno (brani: 4, 6 e 8)
- Joe Henderson - sassofono tenore
- Bobby Hutcherson - vibrafono
- Donald Brown - pianoforte
- Rufus Reid - contrabbasso
- Carl Allen - batteria
- Lorice Stevens - voce (solo nei brani: 3 e 7)[3]